# Vittoriosa Stars FC
A Vittoriosa Stars FC máltai labdarúgócsapat, melyet 1906-ban alapítottak. Székhelye Birgu városában található. A 2010–11-es bajnoki idényben a máltai élvonalban szerepelt, azonban 10., utolsó helyen búcsúzott.
A klub történetének legnagyobb sikereit 1924-ben érte el, mikor a bajnokságban és a nemzeti kupában is ezüstérmet szerzett.

## Korábbi nevei
- 1906–1923: Vittoriosa Rovers
- 1923–1924: Vittoriosa Stars
- 1924–1936: Vittoriosa Rovers

1936 óta jelenlegi nevén szerepel.

## Sikerei
- Máltai élvonal (Premier League Malti)
  - Ezüstérmes (1 alkalommal): 1924

- Máltai kupa:
  - Ezüstérmes (1 alkalommal): 1924